# Рускинська
Ру́скинська (рос. Русскинская) — присілок у складі Сургутського району Ханти-Мансійського автономного округу Тюменської області, Росія. Адміністративний центр та єдиний населений пункт Рускинського сільського поселення.
Населення — 1532 особи (2017, 1686 у 2010, 1444 у 2002).
Національний склад станом на 2002 рік: ханти — 47 %, росіяни — 37 %.